# Carrillo (cantão)
Carrillo é um cantão da Costa Rica, situado na província de Guanacaste. Limita ao norte com Liberia, ao sul com Santa Cruz, ao leste com Bagaces, e ao oeste com o Oceano Pacífico. Possui uma área de 577,54 km² e sua população está estimada em 41.390 habitantes.

## Divisão política
Atualmente, o cantão de Carrillo possui 4 distritos:
|   | Nome do Distrito |
| - | ---------------- |
| 1 | Filadelfia       |
| 2 | Palmira          |
| 3 | Sardinal         |
| 4 | Belén            |